# Bijelo dugme

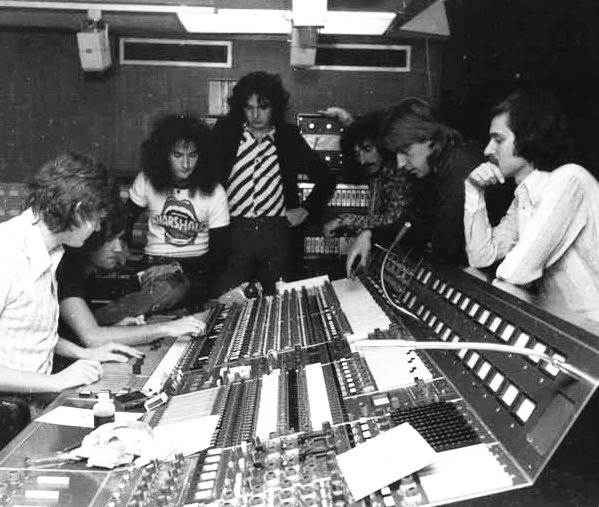
Veljko Despot et Bijelo dugme dans un studio d'enregistrement à Londres en 1975.

Bijelo dugme (ou « Bouton blanc ») est un des groupes de musique rock les plus célèbres de l'ex-Yougoslavie. Il a été fondé en 1974 par Goran Bregović à  Sarajevo, en République socialiste de Bosnie-Herzégovine. En 1984, le chanteur charismatique Željko Bebek quitte le groupe et poursuit une carrière solo. Le groupe cesse d'exister en 1989. 
Leurs chansons les plus connues sont probablement Đurđevdan, Lipe cvatu ainsi que Napile se ulice et Ruzica si bila. Le groupe s'est réuni exceptionnellement en 2005-2006 pour quelques concerts (Sarajevo, Zagreb, Belgrade) puis au Canada, États-Unis (Chicago), Australie.

## Membres

### Chanteurs
- Željko Bebek - chanteur, guitare basse (1974 - 1984)
- Mladen "Tifa" Vojičić - chanteur (1984 - 1985)
- Alen Islamović - Chanteur (1986 - 1989)

### Guitaristes
- Goran Bregović - guitare (1974 - 1989)

### Claviers
- Vlado Pravdić - claviers (1974 - 1976, 1978 - 1987)
- Laza Ristovski - claviers (1976 - 1978, 1985 - 1989)

### Bassistes
- Jadranko Stanković - guitare basse (1973)
- Zoran Redžić - guitare basse (1974 - 1976, 1977 - 1989)
- Ljubiša Racić - guitare basse (1976
- Sanin Karić - guitare basse (1977)

### Batteurs
- Goran "Ipe" Ivandić - batteries (1974 - 1976, 1977 - 1978, 1982 -  1989)
- Điđi Jankelić - batteries (1978 - 1982)
- Milić Vukašinović - batteries (1976 - 1977)

## Discographie

### Albums en studio
- Kad bi' bio bijelo dugme - 1974 ("If I Were a White Button")
- Šta bi dao da si na mom mjestu - 1975 ("What Would You Give to be in My Place")
- Eto! Baš hoću! - 1976 ("There! I Will!")
- Bitanga i princeza - 1979 ("The Brute & the Princess")
- Doživjeti stotu - 1980 ("Live to be 100")
- Uspavanka za Radmilu M. - 1983 ("Lullaby for Radmila M.")
- Bijelo dugme (Kosovka djevojka) - 1984 ("White Button" aka "Kosovo Maiden")
- Pljuni i zapjevaj moja Jugoslavijo - 1986 ("Spit and Sing, My Yugoslavia")
- Ćiribiribela - 1988

### Albums live
- Koncert kod Hajdučke česme - 1977
- 5. april '81 - 1981
- Mramor, kamen i Željezo - 1987
- Turneja 2005 - Sarajevo, Zagreb, Beograd - 2005

### Compilations et autres
- Iz sve snage - 1975
- Ipe Ivandić i Bijelo Dugme - 1976
- Svi marš na ples! - 1981
- Singl ploče (1974-1975) - 1982
- Singl ploče (1976-1980) - 1982
- …A milicija trenira strogocu! (i druge pjesme za djecu) - 1983
- Sanjao sam noćas da te nemam (Velike rock balade) - 1984
- Nakon svih ovih godina - 1990
- Ima neka tajna veza - 1994